# Дем'янівка (станція, Амурська область)
Дем'янівка (рос. Демьяновка) — залізнична станція  у Завітінському районі Амурської області Російської Федерації. Розташоване на території українського історичного та етнічного краю Зелений Клин.
Входить до складу муніципального утворення Інокентіївська сільрада. Населення становить 0 осіб (2018).

## Історія
Станція виникла у 1935 році у зв'язку з будівництвом залізничної лінії Завита-Поярково.
З 1 січня 2006 року входить до складу муніципального утворення Інокентіївська сільрада.

## Населення
| 2002 | 2010 | 2012 | 2013 | 2014 | 2015 | 2016 |
| ---- | ---- | ---- | ---- | ---- | ---- | ---- |
| 10   | ↘0   | →0   | →0   | →0   | →0   | →0   |
| 2017 | 2018 |      |      |      |      |      |
| →0   | →0   |      |      |      |      |      |